# Aly Keita
Pour les articles homonymes, voir Keïta.
Aly Keïta, est l'un des grands balafonistes d'Afrique, orienté sur le répertoire traditionnel africain, avec le jazz occidental, le soft Pop et les rythmes africains.
Chaque année, il vient à Labeaume en Ardèche pour donner des concerts gratuits avec ses amis.

## Biographie
Aly Keïta est né[Quand ?] à Abidjan en Côte-d'Ivoire : il a des parents malinké qui appartiennent à une grande lignée de griots. Il suit un enseignement du balafon pentatonique traditionnel avec Daga et Zouratié Coulibaly au Mali. Le balafon est un xylophone africain avec des calebasses comme résonateurs.
À partir de 1986, il s’initie au jazz avec le musicien Georges Makinto et crée son propre balafon diatonique, s’ouvrant ainsi à de nouveaux répertoires. Son expérience en matière de jazz lui donne l’opportunité de se produire et de se faire connaître avec succèsen Afrique, en Europe, aux États-Unis et en Asie. Virtuose du balafon, Aly Keïta en est l’un de ses meilleurs ambassadeurs.
Il adapte le balafon à d’autres langages musicaux, ce qui lui permet de participer à des rencontres internationales. Il joue avec de prestigieux musiciens tels que Pharoah Sanders, Paolo Fresu, Rhoda Scott, Omar Sosa, Joe Zawinul, Étienne M'Bappé, Linley Marthe, Guy Snangue, Matthew Garrison, Scott Kinsey, Paco Séry, Karim Ziad, Arto Tuncboyaciyan, Trilok Gurtu & Jan Garbarek project, Cheick Tidiane Seck, Rokia Traoré, Tiken Jah Fakoly, Amadou et Mariam, Habib Koité etc.
Le Centre de formation et de promotion musicales de Niamey (Niger) fait appel à lui pour diriger des ateliers de formation musicale traditionnelle et moderne entre 1989 et 1995. Il enseigne désormais le balafon à l’institut national et supérieur des arts et de l’action culturelle (INSAAC) à Abidjan. Il a collabore avec des nombreux artistes tels que: George Makinto, et ( Souleymane Touré Ex Batteur d'Alpha Blondy, et Manu Dibango ) le groupe Bêta Foly, Paco Séry, Mano Solo. Elhaye N’djaye, Sellam-Renne - African Project, Mario Lucio, Hans Lüdemann (Trio Ivoire), Majid Bekkas, Mix-Tuur, Africa express, Eclipes d'Amadou & Mariam, etc.
Aly Keïta participe à de nombreux festivals en Europe et dans le reste du monde. En 1999, à l’initiative de l'association Y’a pas son deux, initiatrice du festival Ingénieuse Afrique à Tarascon-sur-Ariège, des bois et calebasses d'Afrique sont importés pour qu'Aly Keita puisse construire le plus grand balafon du monde : il construit lui-même ses propres instruments. Il enregistre deux albums sous son propre nom (Akwaba Inisene (traduit par Bienvenue en Afrique) et Farafinko), le premier album rend hommage à la fois aux pays où il a grandi, la Côte d´Ivoire et le Mali.
Aly Keïta, très présent sur la scène allemande, donne des concerts avec ses différence groupes ou en solo, et participe au différents projets internationaux. En 2009 avec son groupe Aly Keïta & The Magic Balafon Berliner Band il gagne le premier prix du Creole – Global Music Contest (de)à Berlin en Allemagne.
En 2009, avec Gert Kilian et Philippe Nasse, Aly Keïta réalise une méthode d’initiation au balafon pentatonique, Le Balafon avec Aly Keïta & Gert Kilian.
Il joue entre autres avec le groupe Kâla Ethno Groove de Gert Kilian, et le groupe multi-culturel Jokko. En 2016 il joue avec Omar Sosa dans la formation Tribute to Mahmoud Guinea. Il se produit en 2017 aux côtés de Rachid Taha dans le cadre du « Week-end chaâbi » à l'initiative de l’Institut du monde arabe, en 2018 avec Guo Ganle Joueur de Erhu violon Chinois.

## Discographie
Comme leader ou co-leader :
- 2000 : Trio Ivoire (de), avec Hans Lüdemann (p), Christian Thomé (de) (aka Steve Argüelles (en))Chander Sardjoe (dms),Enja
- 2004 : Pangea, 4 Steps In 7, Profil
- 2004 : Akor, avec Olivier Renne, et sous le nom d'Ali Keïta[6], Label Nord-Sud
- 2006 : Trio Ivoire, Touching Africa, Rism Alive.
- 2008 : Akwaba Iniséné, Dobet Gnaoré, Gbanbé Brass Band, ( Contre-Jour )
- 2009 : Trio Ivoire Featuring Chiwoniso, Chander Sardjoe, Across The Oceans, Enja Records
- 2010 : Farafinko, Solo ( Contre-Jour )
- 2010 : Marula, In Old avec Majid Bekkas, Michael Heupel et Uwe Kropinski, Morgenland
- 2011 : Pattern Time avec Lukas Ligeti, Benoît Delbecq, Gianni Gebbia, Michael Manring, Innova Recordings
- 2014 : Trio Ivoire, Timbuktu, Intuition Records[7]
- 2016 : Kalo-Yele, avec Jan Galega Brönnimann, Lucas Niggli, Intakt Records[8]
- 2016 : Peace in The World, avec Guo Gan,  Felmay
- 2017 : Trio Ivoire, Desert Pulse, Intuition Records
- 2019 : Kalan-Teban, avec Jan Galega Brönnimann, Lucas Niggli, Intakt Records.
- 2020 : Hans Lüdemann Trio Ivoire xx „Enchanted Forest“

Comme participant :
- 1997 : Lukas Ligeti & Beta Foly
- 1998 : Olivier Renne, Philippe Sellam, Abidjan, Aïa Music (sous le nom d'Ali Keïta[9])
- 1998: Paco Sery  Voyage  ( Blue Note )  Records.
- 1999 : Camel Zekri, Le Festival de l'eau, Vand'Oeuvre
- 2000 : Omar Sosa, Prietos, Midnight Sun
- 2003 : Philippe Petit & Mr. Hyde: Back to the Beat
- 2005 : Terezinha Araujo, Nos Riqueza
- 2006 : Gilles Renne, Philippe Sellam, Sortilège, Cristal Records
- 2009 : Omar Sosa, Mark Weinstein, Tales From The Earth, Otá Records
- 2010 : Majid Bekkas, Makenba, Igloo Records[10]
- 2011 : Tuur Florizoone, Mixtuur, W.E.R.F.
- 2013 : Thula Baba, Elena Danko, Wiegenlieder Aus Aller Welt: Lullabies of the World, Carus